# Chlaenosciadium gardneri
Chlaenosciadium gardneri là một loài thực vật có hoa trong họ Hoa tán. Loài này được C.Norman mô tả khoa học đầu tiên năm 1938.